# Valentina Zenere
Valentina Zenere (Buenos Aires, 15 de enero de 1997) es una actriz, cantante y modelo argentina. Conocida por el papel de Ámbar Smith en la telenovela de Disney Channel Latinoamérica, Soy Luna, e interpretar a Isadora Artiñán en la serie española de Netflix, Élite.

## Carrera
Zenere inició su carrera en la actuación en 2010, cuando participó en la cuarta temporada de la telenovela juvenil argentina, Casi ángeles, producida por Cris Morena donde interpretó a Alai Inchausti. Al año siguiente obtuvo una participación especial como Jessica Cervantes en la telecomedia de Pol-ka Producciones, Los Únicos. Entre 2013 y 2014 formó parte del elenco secundario de la serie de televisión juvenil Aliados, nuevamente bajo producción de Cris Morena. En el año 2016 obtuvo su primer papel antagónico en la serie de televisión juvenil de Disney Channel Latinoamérica, Soy Luna. En dicha serie interpretó durante tres temporadas a Ámbar Smith—. En la serie compartió créditos mayoritariamente con Karol Sevilla, Michael Ronda y Ruggero Pasquarelli, entre otros con quienes grabó discos con la música del programa y realizó espectáculos teatrales en Argentina y Latinoamérica. Por su personaje en la serie alcanzó la fama internacional y obtuvo el premio a «Villana favorita» en las tres ediciones de los Nickelodeon Kids' Choice Awards en México, Colombia y Argentina. Tras finalizar su participación en Soy Luna, en 2019 retomó brevemente su personaje como Ámbar Smith para realizar un crossover en la segunda temporada de la serie original de Disney Channel Brasil, Juacas.
En 2020 se mudó a España para continuar con su carrera, donde se unió al elenco de la serie de Netflix, Las chicas del cable, interpretando a Camila Salvador en la última temporada. En 2022 se unió al elenco de la serie Élite, también de Netflix España, donde personifica a Isadora Artiñán.

## Filmografía

### Cine
| Año  | Título | Papel         | Notas                       |
| ---- | ------ | ------------- | --------------------------- |
| 2024 | Nahir  | Nahir Galarza | Protagonista. Debut en cine |

### Televisión
| Año       | Título               | Papel             | Notas                                                               |
| --------- | -------------------- | ----------------- | ------------------------------------------------------------------- |
| 2010      | Casi ángeles         | Alai Inchausti    | Reparto principal (temporada 4)                                     |
| 2011      | Los Únicos           | Jessica Cervantes | Participación especial (temporada 1, 2 episodios)                   |
| 2013–2014 | Aliados              | Mara Ulloa        | Reparto recurrente                                                  |
| 2016–2018 | Soy Luna             | Ámbar Smith       | Reparto principal                                                   |
| 2019      | Juacas               | Ámbar Smith       | Participación especial (temporada 2, episodio: "Quem É Esse Cara?") |
| 2020      | Las chicas del cable | Camila Salvador   | Reparto principal (temporada 5)                                     |
| 2022–2024 | Élite                | Isadora Artiñán   | Reparto principal (temporada 5—8)                                   |
| 2025      | En el barro          | Marina Delorsi    | Reparto principal                                                   |

### Videos musicales
| Año  | Título                  | Artista       |
| ---- | ----------------------- | ------------- |
| 2019 | «La diva de la escuela» | Michael Ronda |
| 2021 | «BOA»                   | Carlos Ares   |
| 2025 | «Beautiful»             | Emilia        |

## Discografía
Bandas sonoras
- Soy Luna (2016)
- Música en ti (2016)
- La vida es un sueño (2017)
- Modo amar (2018)

## Giras musicales
- Soy Luna en concierto (2017)
- Soy Luna Live (2018)
- Soy Luna en vivo (2018)

## Premios y nominaciones
| Año  | Premiación                                | Categoría        | Trabajo       | Resultado |
| ---- | ----------------------------------------- | ---------------- | ------------- | --------- |
| 2016 | Nickelodeon Kids' Choice Awards México    | Villana favorita | Soy Luna      | Ganadora  |
| 2016 | Nickelodeon Kids' Choice Awards Colombia  | Villana favorita | Soy Luna      | Ganadora  |
| 2016 | Nickelodeon Kids' Choice Awards Argentina | Villana favorita | Soy Luna      | Ganadora  |
| 2017 | Nickelodeon Kids' Choice Awards Colombia  | Chica trendy     | Soy Luna      | Ganadora  |
| 2017 | Nickelodeon Kids' Choice Awards Argentina | Villana favorita | Soy Luna      | Nominada  |
| 2017 | Fans Awards                               | La diosa         | Ella misma    | Nominada  |
| 2017 | Fans Awards                               | Mejor fandom     | Club de fanes | Nominada  |
| 2018 | Nickelodeon Kids' Choice Awards Argentina | Ship favorito    | Soy Luna      | Ganadora  |
| 2019 | Nickelodeon Kids' Choice Awards México    | Villana favorita | Soy Luna      | Ganadora  |